# Arncliffe
Arncliffe – wieś w Anglii, w hrabstwie North Yorkshire, w dystrykcie (unitary authority) North Yorkshire. Leży 70 km na zachód od miasta York i 321 km na północny zachód od Londynu. Miejscowość liczy ok. 85 mieszkańców.